# Натуфийска култура
Натуфийската култура е мезолитна археологическа култура. Съществувала в Леванта около 12 500-9500 години преди Христа. 
Натуфийската култура е интересна с това, че е една от трите свързвани с т.нар. неолитна революция в историята на homo sapiens (другите два центъра извън Леванта са районите на Загрос и Предна Азия).
Натуфийците водели като цяло уседнал начин на живот, като били събирачи на диви растения и няма данни да са правили опити да ги култивират. Също така се занимавали и с риболов. Приносът им се състои в това, че познавали и ползвали правия сърп, хромела и чукалката, като строили зърнохранилища-хамбари. Натуфийците ведно с представителите на съседната им зазийска култура били първите за които съществуват сигурни данни, че опитомили първия приятел на човека - кучето.
Въз основа на радиовъглероден анализ натуфийската култура е датирана в периода между около 12 500 и 9500 години преди Христа. Тя се подразделя в развитието си на два периода: ранен (от около 12 500 до 10 800 години преди Христа и късна от 10 800 до 9500 години преди Христа. Паметниците на тази мезолитна култура са намерени в Палестина, а нейния център е в долината на река Йордан, на юг и на север ограничена съответно до Долен Египет и до река Ефрат.
Площта на поселението ѝ, ведно с анализа ѝ, дава основание някои учени-археолози да я свързват с произхода на хората говорещи семитски езици, част от семито-хамитските езици от афро-азиатските езици. Това е спорно твърдение, тъй като предположително с голяма степен на вероятност е възприето в историографията, че прародината на хората говорещи афро-азиатски езици е в Южна Арабия или както са я наричали римляните - Арабия Феликс. 
Жилищата на натуфийците били полуземлянки – често с каменни основи, но изградени от строителен материали смес от глина и пясък. Конструкцията на тези постройки се крепяла на стълбове, а покрива ѝ бил от сплетена тръстикова растителност. Основният строителен материал бил кирпича – неизпечени тухли. Интериорното решение било в кръгла или овална форма с диаметър от 3 – 6 метра. В центъра се изграждало кръгло или правоъгълно отворено огнище. Площта на селищата на натуфийската култура достигали 1000 – 3000 м ² в които се намирали или побирали до 100-150 жилища.
Една сравнително малка част от натуфийците живеели в пещери. Натуфийците ползвали миниатюрни каменни оръдия на труда, като стрели и ножове, като поставяли върху дървена или костна основа сърпове за жътвени ножове. Правили опити за шлифоване на камък. За мелене на зърно, използвали каменни блокчета (до 80 см и тегло 100-150 кг) и пести, а понякога – вдлъбнатини, издълбани в скала.
Представителите на натуфийската култура ползвали прототипи на харпуни и куки за ловене на риба, направени от кост. Плетели и кощници. Храната им включвала дива пшеница, фасул, бадеми, жълъди, шам-фъстъци. Артефактите разкриват, че натуфийците ловували газели (Gazella gazella и Gazella subgutturosa), както и елени, диви бикове, глигани и един вид азиатско диво магаре.
Натуфийците използвали украшения от черупки и животински зъби (като колиета и за окачалки за дрехи и украса на шапки), като стилистичната украса на различните селища загатва за разделението и обособяването им в племена. Оръдията на труда и други предмети за бита били украсени с геометрични мотиви (мрежа, зиг-заг, вълни), като в допълнение към тях има и гравюри на животни /основно тотемни газели и друг едър рогат добитък, сови, кучета, костенурки и рядко хора/ по дръжките на костните оръдия на труда.
Некрополите на натуфийците били разположени най-вече в изоставените домове на техните селища и по-рядко в пещерите (Кармел, Юдейските планини). Понякога на гробовете се поставяли варовикови камъни. Трупополагането било в поза ембрион, като гробът често се поръсвал с охра. В някои села черепът се отделял от тялото, украсявал се с раковини и се съхранявал или погребвал отделно. Имало е и колективни погребения през ранния натуфийски период, като гробните места се ползвали многократно. Около една трета от разкритите скелети от натуфийската култура са на деца.